# Liste der Werke von Astrid Lindgren
Dies ist eine Liste der Werke der schwedischen Schriftstellerin Astrid Lindgren. Die deutschen Übersetzungen stammen unter anderem von Anna-Liese Kornitzky, Karl Kurt Peters, Senta Kapoun, Thyra Dohrenburg, Cäcilie Heinig (Pippi Langstrumpf), Margot Franke, Silke von Hacht, Angelika Kutsch, Holger Wolandt und Else von Hollander-Lossow. Die schwedischen Originalbücher illustrierten unter anderem Ilon Wikland, Björn Berg (Michel aus Lönneberga), Ingrid Vang Nyman (Pippi Langstrumpf, Die Kinder aus Bullerbü), sowie Marit Törnqvist (Als der Bäckhultbauer in die Stadt fuhr, Im Land der Dämmerung, Sonnenau, Als Adam Engelbrecht so richtig wütend wurde, Eine Reise in Geschichten, Alle gehen schlafen). Die deutschen Ausgaben wurden zusätzlich auch von Rolf und Margret Rettich, sowie von Katrin Engelking illustriert. Astrid Lindgren schrieb unter verschiedenen Pseudonymen. Als Übersetzerin nutzte sie die Namen Anna Ericsson oder Emilia Ericsson. Auch einige ihrer ersten Kurzgeschichten schrieb sie unter Pseudonymen wie Asta Lindelöv (Pumpernickel und seine Brüder, Den stora råttbalen) oder A.L. (Vännevän och harungen).

## Kinder- und Jugendbücher
- Britt-Mari erleichtert ihr Herz (Britt-Mari lättar sitt hjärta, 1944, deutsch 1954[1])
- Kerstin und ich (Kerstin och jag, 1945, deutsch 1953)
- Pippi Langstrumpf:
  - Pippi Langstrumpf (Pippi Långstrump, 1945, deutsch 1949)
  - Pippi Langstrumpf geht an Bord (Pippi Långstrump går ombord, 1946, deutsch 1950)
  - Pippi in Taka-Tuka-Land (Pippi Långstrump i Söderhavet, 1948, deutsch 1951)
  - Ur-Pippi (Ur-Pippi, 2007, deutsch 2007) – Kein wirklich neues Buch, sondern das Buch Pippi Langstrumpf, so wie es Lindgren ursprünglich – ohne Änderungen durch den Verlag – geschrieben hatte
- Kalle Blomquist:
  - Meisterdetektiv Blomquist (Mästerdetektiven Blomkvist, 1946, deutsch 1950)
  - Kalle Blomquist lebt gefährlich (Mästerdetektiven Blomkvist lever farligt, 1951, deutsch 1951)
  - Kalle Blomquist, Eva-Lotte und Rasmus (Kalle Blomkvist och Rasmus, 1953, deutsch 1954)
- Bullerbü:
  - Wir Kinder aus Bullerbü (Alla vi barn i Bullerbyn, 1947, deutsch 1955)
  - Mehr von uns Kindern in Bullerbü (Mera om oss barn i Bullerbyn, 1949, deutsch 1955)
  - Immer lustig in Bullerbü (Bara roligt i Bullerbyn, 1952, deutsch 1956)
- Kati:
  - Kati in Amerika (Kati i Amerika, 1950, deutsch 1952)
  - Kati in Italien (Kati på Kaptensgatan, 1952, deutsch 1953)
  - Kati in Paris (Kati i Paris, 1954, deutsch 1954)
- Mio, mein Mio (Mio, min Mio, 1954, deutsch 1955)
- Karlsson vom Dach:
  - Karlsson vom Dach (Lillebror och Karlsson på taket, 1955, deutsch 1956)
  - Karlsson fliegt wieder (Karlsson på taket flyger igen, 1962, deutsch 1962)
  - Der beste Karlsson der Welt (Karlsson på taket smyger igen, 1968, deutsch 1968)
- Rasmus und der Landstreicher (Rasmus på luffen, 1956, deutsch 1957)
- Rasmus, Pontus und der Schwertschlucker (Rasmus, Pontus och Toker, 1957, deutsch 1958)
- Lotta aus der Krachmacherstraße:
  - Die Kinder aus der Krachmacherstraße (Barnen på Bråkmakargatan, 1958, deutsch 1958)
  - Lotta zieht um (Lotta på Bråkmakargatan, 1961, deutsch 1962)
- Madita:
  - Madita (Madicken, 1960, deutsch 1961)
  - Madita und Pims (Madicken och Junibackens Pims, 1976, deutsch 1976)
- Michel aus Lönneberga:
  - Michel in der Suppenschüssel (Emil i Lönneberga, 1963, deutsch 1964)
  - Michel muss mehr Männchen machen (Nya hyss av Emil i Lönneberga, 1966, deutsch 1966)
  - Michel bringt die Welt in Ordnung (Än lever Emil i Lönneberga, 1970, deutsch 1970)
- Ferien auf Saltkrokan (Vi på Saltkråkan, 1964, deutsch 1965)
- Die Brüder Löwenherz (Bröderna Lejonhjärta, 1973, deutsch 1974)
- Das entschwundene Land (Samuel August från Sevedstorp och Hanna i Hult, 1975, deutsch 1977) gewidmet ihren Eltern
- Ronja Räubertochter (Ronja rövardotter, 1981, deutsch 1982)

In Deutschland gilt Lindgren fälschlicherweise gelegentlich als Autorin des Buches Die Kinder im Dschungel. Ihr Name ist sogar auf dem Cover der deutschen Ausgabe zu finden. Allerdings wurde das Buch von Leif Krantz verfasst, und Lindgren nahm als Lektorin nur minimale Veränderungen vor. Weder im schwedischen Original (Barnen i djungeln) noch in einem anderen Land als Deutschland erschien Astrid Lindgrens Name auf dem Buch.

## Bilderbücher
Serien
- Bullerbü (es handelt sich hierbei um eigenständige Geschichten):
  - Weihnachten in Bullerbü (Jul i Bullerbyn, 1962, deutsch 1963)
  - Lustiges Bullerbü (Vår i Bullerbyn, 1965, deutsch 1965)
  - Kindertag in Bullerbü (Barnens dag i Bullerbyn, 1966, deutsch 1967)
- Michel aus Lönneberga:
  - Eigenständige Geschichten
    - Als Klein-Ida auch mal Unfug machen wollte (När lilla Ida skulle göra hyss, 1984, deutsch 1986)
    - Michels Unfug Nummer 325 (Emils hyss nr 325, 1985, deutsch 1986)
    - Nur nicht knausern, sagte Michel aus Lönneberga (Inget knussel, sa Emil i Lönneberga, 1986, deutsch 1987)

  - Geschichten aus den Romanen als Bilderbuch
    - Michel aus Lönneberga (Den där Emil, 1972, deutsch 1973)
    - Mehr von Michel aus Lönneberga (När Emil skulle dra ut Linas tand, 1976, deutsch 1976)
    - Der Tag, an dem Michel besonders nett sein wollte (Emil med paltsmeten, 1995, deutsch 1987)
    - Als Michel den Kopf in die Suppenschüssel steckte (Emil och soppskålen, 1996, deutsch 1987)
- Pippi Langstrumpf:
  - Eigenständige Geschichten
    - Pippi im Park (Pippi i Humlegården, 2000, deutsch 2001)
    - Pippi Langstrumpf feiert Weihnachten (Pippi Långstrump firar jul, 2002, deutsch 2004) – Im Deutschen nicht von Ingrid Vang Nyman illustriert, sondern von Katrin Engelking
    - Pippi plündert den Weihnachtsbaum (Pippi Långstrump har julgransplundring, 1979, deutsch 1981) – Im Deutschen nicht von Ingrid Vang Nyman illustriert, sondern von Rolf und Margret Rettich, sowie in der Neuauflage von Katrin Engelking
    - Pippi außer Rand und Band (På rymmen med Pippi Långstrump, 1983, deutsch 2020, Neuauflage des gleichnamigen Fotobuchs, illustriert von Fabian Göranson)
    - Der Räuber Assar Bubbla: Oder Um ein Haar hätte es kein Buch über Pippi Langstrumpf gegeben (Assar Bubbla eller Det var nära ögat att det inte blev någon bok om Pippi Långstrump, 1987, deutsch 1988)

  - Von Astrid Lindgren geschriebene Zusammenfassung ihrer Geschichten
    - Kennst du Pippi Langstrumpf? (Känner du Pippi Långstrump?, 1947, deutsch 1961)

  - Geschichten aus den Romanen als Bilderbuch
    - Pippi fährt nach Taka-Tuka-Land (Pippi Långstrump på Kurrekurreduttön, 2004, deutsch 2005)
    - Pippi findet einen Spunk (Pippi hittar en spunk, 2008, deutsch 2009) – Im Deutschen nicht von Ingrid Vang Nyman illustriert, sondern von Katrin Engelking
    - Pippi geht einkaufen. Lesen + Stickern. (Pippi går i affärer), 2014, deutsch 2021, Bilderbuch, illustriert von Ingrid Vang Nyman
    - Hurra, Pippi Langstrumpf (Geschichten aus dem Roman Pippi Langstrumpf, überarbeitet von Astrid Lindgrens Tochter Karin Nyman, illustriert von Katrin Engelking, 2014, keine schwedische Ausgabe)
    - Pippi feiert Geburtstag (Pippi firar födelsedag, Geschichten aus dem Roman Pippi Langstrumpf, illustriert von Rolf und Margret Rettich, 1999, illustrierte Neuauflage illustriert von Katrin Engelking, schwedische Ausgabe illustriert von Ingrid Vang Nyman)
    - Pippi geht in die Schule (Geschichten aus dem Roman Pippi Langstrumpf, illustriert von Katrin Engelking, 2022, keine schwedische Ausgabe)
- Madita
  - Eigenständige Geschichten
    - Guck mal, Madita, es schneit (Titta, Madicken, det snöar!, 1983, deutsch 1984)

  - Geschichten aus den Romanen als Bilderbuch
    - Als Lisabet sich eine Erbse in die Nase steckte (När Lisabet pillade in en ärta i näsan, 1991, deutsch 1992)
    - Wie gut, dass es Weihnachtsferien gibt, sagte Madita (Jullov är ett bra påhitt, sa Madicken, 1993, deutsch 1994)
- Lotta aus der Krachmacherstraße:
  - Eigenständige Geschichten
    - Na klar, Lotta kann radfahren (Visst kan Lotta cykla, 1971, deutsch 1972)
    - Lotta kann fast alles (Visst kan Lotta nästan allting, 1977, deutsch 1977)
    - Natürlich ist Lotta ein fröhliches Kind (Visst är Lotta en glad unge, 1990, deutsch 1991)

  - Zusammenfassung aus anderen Lotta Geschichten
    - Lottas Merkbuch (Lottas komihågbok, 1993, deutsch 1995): Merkbuch mit kleinen Geschichten, teilweise wörtlich aus den anderen Lotta Büchern übernommen, teilweise wurden die Geschichten etwas gekürzt und umgeschrieben.
- Peter und Lena
  - Ich will auch Geschwister haben (Jag vill också ha ett syskon, 1971, deutsch 1979)
  - Ich will auch in die Schule gehen (Jag vill också gå i skolan, 1971, deutsch 1977)
- Tomte Tummetott, übersetzt von Silke von Hacht:
  - Tomte Tummetott (Tomten, 1960, deutsch 1960), mit Bildern von Harald Wiberg./(2014 Neuillustriert) Tomte Tummetot, Oetinger, Hamburg 2014 (Tomte är vaken, 2012), mit Bildern von Kitty Crowther.[3]
  - Tomte und der Fuchs (Räven och Tomten, 1966, deutsch 1966), mit Bildern von Harald Wiberg.
- Ferien auf Saltkrokan (die Geschichten entstammen alle dem Roman Ferien auf Saltkrokan)
  - Ferien auf Saltkrokan: Ein Kaninchen für Pelle (Saltkråkan: Ett litet djur åt Pelle, 2019, deutsch 2020), Illustriert von Maria Nilsson Thore
  - Ferien auf Saltkrokan: Als Tjorven einen Seehund bekam (schwedisch: Far ända in i baljan, 2019, deutsch 2020), Illustriert von Maria Nilsson Thore
  - Ferien auf Saltkrokan. Pelle findet einen Wunschstein (schwedisch: Pelle hittar en önskesten, 2021, deutsch 2022), Illustriert von Maria Nilsson Thore
  - Ferien auf Saltkrokan. Pelle feiert Weihnachten (schwedisch: Saltkråkan: Jul i Snickargården, 2022), Illustriert von Maria Nilsson Thore

Einzelne Geschichten
- Nein, ich will noch nicht ins Bett! (Jag vill inte gå och lägga mig!, 1947, deutsch 1989)
- Im Land der Dämmerung (I Skymningslandet, 1994, deutsch 1996, illustriert von Marit Törnqvist) – auch veröffentlicht als Herr Lilienstengel (1969, illustriert von Hans-Joachim Krantz)
- Nils Karlsson-Däumling (Nils Karlsson-Pyssling flyttar in, 1956, deutsch 1957)
- Polly hilft der Großmutter (Kajsa Kavat hjälper mormor, 1958, deutsch 1959)
- Die Puppe Mirabell (Mirabell, 2002, deutsch 2003)
- Allerliebste Schwester ( Allrakäraste syster, 1973, deutsch 1979)
- Rupp Rüpel: das grausigste Gespenst aus Småland (Skinn Skerping – Hemskast av alla spöken i Småland, 1986, deutsch 1987)
- Weihnachten im Stall (Jul i stallet , 1961, deutsch 1961)
- Als Adam Engelbrecht so richtig wütend wurde (När Adam Engelbrekt blev tvärarg, 1991, deutsch 1992, auch bekannt als Ein smaländischer Stierkämpfer)
- Der Drache mit den roten Augen (Draken med de röda ögonen, 1985, deutsch 1986)
- Sonnenau (Sunnanäng, 1959, deutsch 1960)
- Der Räuber Fiolito (auch Im Wald sind keine Räuber, Ingen rövare finns i skogen, 1987, deutsch 1970) – Im Deutschen von Rolf Rettich illustriert
- Als der Bäckhultbauer in die Stadt fuhr (Bäckhultarn far till stan, 1951, deutsch 1983 unter dem Titel Ein Kalb fällt vom Himmel, 1990 deutsche Neuausgabe unter dem Titel Als der Bäckhultbauer in die Stadt fuhr[4])
- Klingt meine Linde (Spelar min lind, sjunger min näktergal Bilderbuch, 1984, deutsch 1992, Achtung es gibt auch ein Kurzgeschichtenbuch namens Klingt meine Linde, hier handelt es sich um das Bilderbuch, illustriert von Svend Otto S.)
- Pelle zieht aus (Pelle flyttar till Komfusenbo, 1985, deutsch 2006)
- Alle gehen schlafen (Alla ska sova, 2019, deutsch 2020, Bilderbuch über das gleichnamige von Astrid Lindgren geschriebene Lied, Illustriert von Marit Törnqvist)
- Eine Reise in Geschichten: von Junibacken bis Nangilima (Sagoresan: från Junibacken till Nangilima, Bilderbuch mit dem letzten Text von Astrid Lindgren, bei dem diese mit der Illustratorin Marit Törnqvist zusammenarbeitete und ihre wichtigsten Geschichten für den Geschichtenzug im Junibacken Museum in Stockholm zusammenfasste, die deutschsprachige Übersetzung des Bilderbuches ist im Junibacken Museum erhältlich)
- Wie wir in Småland Weihnachten feierten (En jul i Småland för länge sen). Oetinger, Hamburg 2021
- Drei kleine Schweinchen im Apfelgarten (Tre små grisar i apelgården) Berliner Handpresse. Illustriert von Ingrid Jörg, ins Deutsche übersetzt von Karl Kurt Peters, Berlin 1972 (Es wurden nur insgesamt 65 Exemplare dieses Buches für den 65. Geburtstag von Friedrich Oetinger gedruckt. Außerhalb Deutschlands wurde die Geschichte nicht veröffentlicht.)

## Fotobücher
- Ferien auf Saltkrokan:
  - Jule und die Seeräuber (Skrållan och Sjörövarna, 1967, deutsch 1968)
- Kinder unserer Erde (zusammen mit Anna Riwkin-Brick):
  - Noriko-San (Eva möter Noriko-san, 1956, deutsch 1956)
  - Sia wohnt am Kilimandscharo (Sia bor på Kilimandjaro, 1958, deutsch 1958)
  - Lasse aus Dalarna (Mina svenska kusiner, 1959, deutsch 1959)
  - Lilibet, das Zirkuskind (Lilibet, cirkusbarn, 1960, deutsch 1960)
  - Marko in Jugoslawien (Marko bor i Jugoslavien, 1962, deutsch 1962)
  - Japi aus Holland (Jackie bor i Holland, 1963, deutsch 1987)
  - Randi aus Norwegen (Randi bor i Norge, 1965, deutsch 1965)
  - Wanthai aus Thailand (Noy bor i Thailand, 1966, deutsch 1967)
  - Matti aus Finnland (Matti bor i Finland, 1968, deutsch 1969)
- Pippi Langstrumpf:
  - Pippi außer Rand und Band (På rymmen med Pippi Långstrump, 1971, deutsch 1971)

## Comics
- Ronja Räubertochter:
  - Ronja Räubertochter: Das Gewitterkind (Ronja Rövardotter – Åskvädersbarn, 2016, deutsch 2017)
  - Ronja Räubertochter: Die Wilddruden (Ronja Rövardotter – Vildvittrorna, 2016, deutsch 2017)
- Pippi Langstrumpf:
  - Pippi zieht ein (Pippi flyttar in, 1969, deutsch 1971)
  - Pippi regelt alles (Pippi ordnar allt, 1969, deutsch 1970)
  - Pippi ist die Stärkste (Pippi är starkast i världen, 1969, deutsch 1971)
  - Pippi gibt ein Fest (Pippi håller kalas, 1970, deutsch 1971)
  - Pippi fährt zur See (Pippi går till sjöss, 1971, deutsch 1972)
  - Pippi will nicht groß werden (Pippi vill inte bli stor, 1971, deutsch 2015) – in Deutschland nicht einzeln als Buch erhältlich, sondern innerhalb der Sammelausgabe: Pippi Langstrumpf. Der Comic (2015)

## Kurzgeschichten in Werken anderer Autoren
Es handelt sich hierbei um Kurzgeschichten, die nicht in Astrid Lindgrens Bilderbüchern, Romanen, Fotobüchern oder Kurzgeschichtensammlungen veröffentlicht wurden, sondern ausschließlich in Werken/Anthologien von anderen Autoren oder Zeitschriften und Zeitungen.
- Mamas kleine Nickon (Mammas lilla Nickon) – erschienen in: Wohin die Wolken ziehen, Giesela Hartmann (Hg.), aus dem Schwedischen von Torborg Doehler, 1960, Union Verlag Stuttgart, auf Schwedisch erschien die Geschichte im Jahr 1955 in der Anthologie: Rosen från bilen: noveller för ungdom von Elsa Olenius, es handelt sich um eine Liebesgeschichte aus dem Ersten Weltkrieg
- Heiligabend in Lilltorpet (Julafton i Lilltorpet) – erschienen in: Weihnachten bei den Elchen: die schönsten Wintergeschichten aus Skandinavien, Holger Wolandt (Hg.) 2015, ISBN 978-3-492-30863-2, auf Schwedisch erschien die Geschichte erstmals im Jahr 1936 in der Zeitschrift: Landsbygdens Jul, es handelt sich um eine traurige Weihnachtsgeschichte über den Tod
- Johans Abenteuer am Weihnachtsabend (Johans äventyr på julafton) – erschienen in: Weihnachten im hohen Norden, Christel Hildebrandt (Hg.) 2011, ISBN 978-3-15-010831-4, auf Schwedisch erschien die Geschichte erstmals als Johans äventyr på julafton, in Landsbygdens Jul, 1933
- Begegnung mit Frau Blomkvist (Möte med fru Blomkvist) – erschienen in: Unter Mördern und Elchen: Neues aus Schweden, Holger Wolandt (Hg.) 2004, ISBN 978-3-492-23691-1, auf Schwedisch erschien die Geschichte erstmals im Jahr 1982 in der Anthologie: Mera Fnitter: en rolig bok av kvinnor
- Pumpernickel und seine Brüder (Pumpernickel och hans bröder) – erschienen in: Mittsommer bei den Elchen. Die schönster Sommergeschichten aus Skandinavien, Holger Wolandt (Hg.) 2009, ISBN 978-3-492-26306-1, auf Schwedisch erschien die Geschichte erstmals im Jahr 1933 in der Zeitschrift: Landsbygdens jul
- Ich darf tun, was ich will, sagte der Prinz (Jag får göra vad jag vill, sa prinsen) – erschienen in: Schwedische Appetithappen, Holger Wolandt (Hg.) 2007, ISBN 978-3-492-24892-1, auf Schwedisch erschien die Geschichte erstmals im Jahr 1946 in der Zeitschrift: Sagoprinsessan
- Pomperipossa in Monismanien (Pomperipossa i Monismanien) – erschienen in: Oetinger Almanach. Gebt uns Bücher, gebt uns Flügel. 15. Jahrgang 1977. ISBN 978-3-7891-1215-7

## Kurzgeschichtensammlungen
Fast alle der Kurzgeschichten sind in mehreren der Kurzgeschichtensammlungen zu finden. Die meisten der Kurzgeschichten sind in Deutschland auch als Bilderbuch erschienen. Nur auf die folgenden 14 Geschichten trifft letzteres nicht zu: Die Elfe mit dem Taschentuch (schwedisch: En natt i maj); Kuckuck Lustig (schwedisch: Lustig-gök); Unterm Kirschbaum (schwedisch: Under körsbärsträdet); Gute Nacht, Herr Landstreicher! (schwedisch: Godnatt, herr luffare!); Goldkind (auch Goldi, schwedisch: Gull-Pian); Etwas Lebendiges für den lahmen Peter (schwedisch: Nånting levande åt Lame-Kal); Wer springt am höchsten? (schwedisch: Hoppa högst); Große Schwester, kleiner Bruder (schwedisch: Stora syster och lille bror), Sammelaugust (schwedisch: Lite om Sammelagust);  Märit (schwedisch: Märit); Peter und Petra und (schwedisch: Peter och Petra); Junker Nils von Eka; (schwedisch: Junker Nils av Eka); Die Schafe auf Kapela (schwedisch: Tu tu tu!) und Die Prinzessin, die nicht spielen wollte (schwedisch: Prinsessan som inte ville leka). Jedoch erschienen Peter und Petra, sowie Junker Nils von Eka als Bilderbuch in Schweden.
- Im Wald sind keine Räuber (Nils Karlsson-Pyssling, 1949, deutsch 1952)
  - Nils Karlsson-Däumling; Die Puppe Mirabell; Im Land der Dämmerung (auch Herr Lilienstengel); Allerliebste Schwester; Kuckuck Lustig; Die Elfe mit dem Taschentuch; Im Wald sind keine Räuber (auch Der Räuber Fiolito); Die Prinzessin, die nicht spielen wollte; Peter und Petra
- Sammelaugust und andere Kinder (Kajsa Kavat, 1950, deutsch 1952)
  - Sammelaugust; Polly Patent (auch Polly hilft der Großmutter); Ein smaländischer Stierkämpfer (auch Als Adam Engelbrecht so richtig wütend wurde); Goldi (auch Goldkind); Etwas Lebendiges für den lahmen Peter; Wer springt am höchsten?; Große Schwester, kleiner Bruder; Pelle zieht aus; Unterm Kirschbaum; Märit; Gute Nacht, Herr Landstreicher!
- Klingt meine Linde (Sunnanäng, 1959, deutsch 1960, Neuauflage 1990)
  - Sonnenau (auch Der rote Vogel); Die Schafe auf Kapela; Klingt meine Linde; Junker Nils von Eka
- Im Land der Dämmerung (I Skymningslandet, 1949, deutsch 1964)
  - Gute Nacht, Herr Landstreicher!; Die Puppe Mirabell; Im Land der Dämmerung
- Pelle zieht aus und andere Weihnachtsgeschichten (Julberättelser, 1985, deutsch 1985)
  - Pelle zieht aus; Gute Nacht, Herr Landstreicher!; Tomte Tummetott; Guck mal, Madita, es schneit; Als der Bäckhultbauer in die Stadt fuhr; Bald ist Weihnachten; Lotta kann fast alles; Bei uns ist es so lustig, wenn Weihnachten ist; Polly hilft der Großmutter; Weihnachten auf Birkenlund; Wie wir auf Bullerbü Weihnachten feiern; Weihnachten im Stall; Montag, der 26. Dezember, als Michel „Das große Aufräumen von Katthult“ veranstaltete; Tomte und der Fuchs, Pippi plündert den Weihnachtsbaum
- Astrid Lindgren erzählt
  - Petra und Peter; Die Puppe Mirabell, Kuckuck Lustig; Ich möchte auch Geschwister haben; Ich will auch in die Schule gehen; Pelle zieht aus; Etwas Lebendiges für den lahmen Peter; Allerliebste Schwester; Kindertag in Bullerbü; Lotta zieht um; Sammelaugust; Goldi (auch Goldkind); Nils Karlsson-Däumling; Tomte Tummetott; Tomte und der Fuchs; Klingt meine Linde; Sonnenau; Die Schafe auf Kapela; Im Land der Dämmerung; Die Elfe mit dem Taschentuch; Wer springt am höchsten?; Die Prinzessin, die nicht spielen wollte; Lustiges Bullerbü; Große Schwester, kleiner Bruder; Märit; Ein schmaländischer Stierkämpfer; Ein Kalb fällt vom Himmel; Unterm Kirschbaum; Im Wald sind keine Räuber; Gute Nacht, Herr Landstreicher!; Weihnachten im Stall; Weihnachten in Bullerbü; Polly Patent (auch: Polly hilft der Großmutter)
- Weihnachten mit Astrid Lindgren: Die schönsten Geschichten von Pippi Langstrumpf, Michel, Madita, den Kindern aus Bullerbü u. a.
  - Pelle zieht aus; Lotta kann fast alles, Polly hilft der Großmutter; Wie gut, dass es Weihnachtsferien gibt, sagte Madita; Tomte Tummetott; Ein Kalb fällt vom Himmel; Guck mal, Madita, es schneit; Pippi Langstrumpf feiert Weihnachten; Weihnachten im Stall; Weihnachten auf Birkenlund; Tomte und der Fuchs; Weihnachten in Bullerbü; Nur nicht knausern, sagte Michel aus Lönneberga; Pippi plündert den Weihnachtsbaum
- Wir kommen zu euch – Geschichten von Kindern aus Schweden
  - Petra und Peter; Kuckuck Lustig; Die Prinzessin, die nicht spielen wollte; Karlsson geht zur Geburtstagsfeier; Mein allerschönster Geburtstag (Bullerbü); Ich bekomme ein Lämmchen (Bullerbü); Ole bekommt eine Schwester (Bullerbü); Ole hat einen losen Zahn (Bullerbü); Ein smaländischer Stierkämpfer; Wie wir in Bullerbü Weihnachten feiern; Etwas Lebendiges für den lahmen Peter; Festessen bei Tante Jenny (Bullerbü)
- Die Schafe auf Kapela
  - Die Schafe auf Kapela; Sonnenau
- Die Puppe Mirabell und andere Geschichten
  - Petra und Peter; Die Puppe Mirabell; Nils Karlsson-Däumling; Sammelaugust; Im Wald sind keine Räuber; Große Schwester, kleiner Bruder; Goldkind; Die Prinzessin, die nicht spielen wollte; Märit; Rupp Rüpel das grausige Gespenst aus Smaland; Klingt meine Linde; Sonnenau; Gute Nacht, Herr Landstreicher!
- Märchen
  - Rupp Rüpel, das grausigste Gespenst aus Smaland; Die Prinzessin, die nicht spielen wollte; Im Land der Dämmerung; Kuckuck Lustig; Die Elfe mit dem Taschentuch; Junker Nils von Eka; Die Schafe auf Kapela; Im Wald sind keine Räuber; Nils-Karlsson-Däumling; Sonnenau; Die Puppe Mirabell; Allerliebste Schwester; Peter und Petra; Klingt meine Linde; Der Drache mit dem roten Augen
- Erzählungen
  - Sammelaugust; Große Schwester, kleiner Bruder; Unterm Kirschbaum; Ein småländischer Stierkämpfer; Etwas Lebendiges für den lahmen Peter; Polly hilft der Großmutter; Ich will auch in die Schule gehen; Gute Nacht, Herr Landstreicher!; Goldkind; Wer springt am höchsten?; Ich will auch Geschwister haben; Märit; Pelle zieht aus; Na klar, Lotta kann Rad fahren; Lotta kann fast alles; Lustiges Bullerbü; Weihnachten in Bullerbü; Kindertag in Bullerbü; Guck mal, Madita, es schneit!
- Erzählungen und Märchen
  - Sammelaugust; Polly hilft der Großmutter; Ein smaländischer Stierkämpfer; Goldkind; Etwas Lebendiges für den lahmen Peter; Wer springt am höchsten?; Große Schwester, kleiner Bruder; Pelle zieht aus; Unterm Kirschbaum; Märit; Gute Nacht, Herr Landstreicher!; Nils Karlsson-Däumling; Die Puppe Mirabell; Im Land der Dämmerung; Allerliebste Schwester; Kuckuck Lustig; Die Elfe mit dem Taschentuch; Im Wald sind keine Räuber; Die Prinzessin, die nicht spielen wollte; Peter und Petra; Sonnenau; Die Schafe auf Kapela; Klingt meine Linde; Junker Nils von Eka; Die Kinder aus der Krachmacherstraße, Lotta zieht um

## Theaterstücke
- Pippi Langstrumpfs Abenteuer: Lustspiel für Kinder in vier Akten (1946, Pippi Långstrumps liv och leverne, deutsch 1973)
- Karlsson vom Dach: unheimliches Drama in zwei Akten (Karlsson på taket: hemskt drama i två akter, deutsch 1970, Chronos Verlag)
- Rasmus und der Landstreicher Theaterstück in sieben Aufzügen (Rasmus på luffen, deutsch 1975, Chronos Verlag)
- Rasmus, Pontus und der Schwertschlucker: Komödie in acht Aufzügen (Rasmus, Pontus och Toker, deutsch 1976, Chronos Verlag)
- Kindertheaterstücke (deutsch 1986)
  - Pippi Langstrumpf (Pippi Långstrump), Karlsson vom Dach (Lillebror och Karlsson på taket), Mio mein Mio (Mio, min Mio), Michel in der Suppenschüssel (Emil i Lönneberga), (Nachwort von Hildegard Bergfeld)

## Liederbücher
- Hej, Pippi Langstrumpf!: Das große Astrid-Lindgren-Liederbuch (Hujedamej: och andra visor av Astrid Lindgren, 1991, deutsch 2007)
- Das Wolfslied (Vargsången, Rabén & Sjögren, 2022, deutsch 2023)

## Autobiographisches
- Mein Småland (mit Margareta Strömstedt). (Mitt Småland, 1987) Aus dem Schwedischen übersetzt von Anna-Liese Kornitzky. Verlag Friedrich Oetinger, Hamburg 1988, ISBN 978-3-7891-6039-4
- Meine Kuh will auch Spaß haben – Einmischung in die Tierschutzdebatte. Wie und warum es so wurde, wie es geworden ist (mit Kristina Forslund). (Min ko vill ha roligt, 1990) Aus dem Schwedischen übersetzt von Anna-Liese Kornitzky. Verlag Friedrich Oetinger, Hamburg 1991, ISBN 3-7891-4104-6
- Die Menschheit hat den Verstand verloren. Tagebücher 1939–1945. (Krigsdagböcker 1939-1945, 2015) Aus dem Schwedischen übersetzt von Angelika Kutsch und Gabriele Haefs. Ullstein, Berlin 2015, ISBN 978-3-550-08121-7; Rezension von Angela Gutzeit[5]
- Deine Briefe lege ich unter die Matratze. Ein Briefwechsel 1971–2002 (mit Sara Schwardt). (Dina brev lägger jag under madrassen, 2012) Aus dem Schwedischen übersetzt von Birgitta Kicherer. Verlag Friedrich Oetinger, Hamburg 2015, ISBN 978-3-7891-2943-8
- Ich habe auch gelebt!: Briefe einer Freundschaft (mit Louise Hartung). (Jag har också levat!, 2016) Aus dem Schwedischen übersetzt von Angelika Kutsch, Ursel Allenstein und Brigitte Jakobeit. Verlag Ullstein Taschenbuch, 2017, ISBN 978-3-548-28984-7
- Das entschwundene Land. (Samuel August från Sevedstorp och Hanna i Hult, 1973) Aus dem Schwedischen übersetzt von Anna L Kornitzky. Verlag Friedrich Oetinger, Hamburg 2012, ISBN 978-3-8415-0168-4
- Niemals Gewalt!. (im Schwedischen 2018 als Aldrig våld! erschienen, jedoch mit einem anderen Vor- und Nachwort) Verlag Friedrich Oetinger, Hamburg 2017, ISBN 978-3-7891-0789-4
- Ein Weihnachten in Småland vor langer Zeit (En jul i Småland för länge sen) In: Weihnachten, als ich klein war (zusammen mit 17 weiteren Autoren, ein persönliches Weihnachtserlebnis – 10 Seiten – ist von Astrid Lindgren) Verlag Bertelsmann, Hamburg 1996, ISBN 978-3-7891-4006-8
- Näs – mein Elternhaus : Astrid Lindgren erzählt (Mitt barndomshem Näs: Astrid Lindgren berättar, 2007) (Ein Buch mit einem Text von Astrid Lindgren, den sie ihren Nichten schrieb, als sie diesen ihr ehemaliges Zuhause, Näs, übergab. Sie schrieb über ihr früheres Leben, das echte Bullerbü. Es gibt nicht viele deutsche Ausgaben des Buches), 2007, Boa på Näs, Übersetzt von Barbara Gustavsson, ISBN 978-91-633-0613-6
- Steine auf dem Küchenbord: Gedanken, Erinnerungen, Einfälle. (Astrids klokbok, 1996) Verlag Friedrich Oetinger, Hamburg 2000, ISBN 978-3-7891-4136-2
- Liebe kleine Krummelus. 148 Pillen gegen das Großwerden (Zitate aus Astrid Lindgrens Büchern, zusammengestellt von Margareta Krantz) (Krumelurpiller, 2007) Verlag Friedrich Oetinger, Hamburg 2011, ISBN 978-3-7891-3999-4

Artikel in Werken anderer Autoren
- Ansprache in Florenz am 17. Mai 1958 anläßlich der Verleihung des Internationalen Jugendbuchpreises In: Gebt uns Bücher, gebt uns Flügel. Almanach 1963 (Nummer 1)
- Meine Lebensgeschichte. In: Gebt uns Bücher, gebt uns Flügel. Almanach 1967 (Nummer 5)
- Gibt es Bullerbü? In: Gebt uns Bücher, gebt uns Flügel. Almanach 1967 (Nummer 5)
- Der Mann in der schwarzen Pelerine. Eine Botschaft an die Kinder in alle Welt zum Internationalen Kinderbuchtag 1969.  (schwedisches Original: Mannen i den svarta slängkappan, Internationella Barnboksdagen, 27. März 1969) In: Gebt uns Bücher, gebt uns Flügel. Almanach 1970 (Nummer 8) ISBN 3-7891-1208-9
- Liebeserklärung an meinen deutschen Verleger. In: Gebt uns Bücher, gebt uns Flügel. Almanach 1971 (Nummer 9) ISBN 3-7891-1209-7
- Wo kommen nur die Einfälle her. In: Gebt uns Bücher, gebt uns Flügel. Almanach 1972 (Nummer 10) ISBN 3-7891-1210-0
- Über mein Buch „Die Brüder Löwenherz“ In: Gebt uns Bücher, gebt uns Flügel. Almanach 1974 (Nummer 12) ISBN 3-7891-1212-7
- Antwort auf Kinderbriefe von Astrid Lindgren (schwedisches Original: En fortsättning på Bröderna Lejonhjärta, Expressen 26. Februar 1974) In: Gebt uns Bücher, gebt uns Flügel. Almanach 1975 (Nummer 13, Fortsetzung der Brüder Löwenherz)
- Mein Gedicht. Zu Goethes „Über allen Gipfeln“ In: Westermanns Monatshefte. Welt. Kunst. Kultur. Februar. 2. 1977
- Deshalb brauchen unsere Kinder Bücher. In: Gebt uns Bücher, gebt uns Flügel. Almanach 1977 (Nummer 15) ISBN 3-7891-1215-1 Original: Därför behöver barnern böcker, 1968 in Böckernas Lustgård, erneut erschienen in: Oetinger Lesebuch. 1996. Jubiläumsausgabe zum 50jährigen Bestehen des Verlages (Nummer 33) ISBN 3-7891-1418-9
- Astrid Lindgren über Astrid Lindgren. In: Gebt uns Bücher, gebt uns Flügel. Almanach 1977 (Nummer 15) ISBN 3-7891-1215-1
- Unser wunderbarer Lesekreis. In: Gebt uns Bücher, gebt uns Flügel. Almanach 1977 (Nummer 15) ISBN 3-7891-1215-1
- Erinnerung an Maria Friedrich (Kopie einer handgeschriebenen Erinnerung) In: Hommage à Maria Friedrich, 1982 von Heinz Friedrich und Wolfram Göbel (Hrsg.)
- Über Frieden In: Jugend und Volk. Wien (1983): Wir machen Frieden ISBN 978-3-224-11334-3
- Briefwechsel Astrid Lindgren/Michail Gorbatschow. In: Oetinger Lesebuch. Almanach 1987/88 (Nummer 24) ISBN 3-7891-1408-1
- Astrid Lindgren, Glückwunsch. In: Oetinger Lesebuch. Almanach 1988/89 (Nummer 25) ISBN 3-7891-1409-0
- Astrid Lindgren, Liebe Ilon! In: Oetinger Lesebuch. Almanach 1990/91 (Nummer 27) ISBN 3-7891-1412-X
- Astrid Lindgren. Auch Tiere haben Menschenrechte In: Oetinger Lesebuch. Almanach 1991/92 (Nummer 28) ISBN 3-7891-1413-8
- Für das Kind in mir In: Hubert Gaisbauer & Heinz Janisch (Hg.) (1992): Menschenbilder ISBN 3-85330-105-3
- Von mir aus Gerne In: Oetinger Lesebuch. 1996. Jubiläumsausgabe zum 50jährigen Bestehen des Verlages (Nummer 33) ISBN 3-7891-1418-9
- Pippi und die Macht In: Oetinger Lesebuch. Almanach 1999/2000 (Nummer 36) ISBN 3-7891-1421-9
- Brief an Dr Wolfgang Krüger In: Wolfgang Krüger (2018): Humor für Anfänger und Fortgeschrittene ISBN 978-3-7460-3608-3

Interviews
- Kinder fragen Astrid Lindgren. In: Gebt uns Bücher, gebt uns Flügel. Almanach 1972 (Nummer 10) ISBN 3-7891-1210-0
- Interview Renate Nimtz-Köster mit Astrid Lindgren. In: Oetinger Lesebuch. Almanach 1987/88 (Nummer 24) ISBN 3-7891-1408-1
- Die Märchenfrau von Bullerbü. Interview mit Astrid Lindgren In: Der Spiegel, das Politmagazin: Revolution von oben (Nummer 9, 1987, vom 23. Februar)
- Der Mensch ist nicht für den Frieden Geschaffen In: Hans Gärtner (Hg.) (1993): Lieber lesen. 8. Almanach der Kinder- und Jugendliteratur S. 170–195. Neuer Finken-Verlag. ISBN 3-8084-1391-3
- Astrid Lindgren – Ein Portrait, Network Medien Cooperative, Frankfurt am Main, Aufnahmen des RIAS Berlin, Kinderredaktion, Panther & Co, Hörkassette, Gesamtlänge: 64 Minuten (Astrid Lindgren liest die Geschichte Pippi findet einen Spunk und einen Ausschnitt aus Ronja Räubertochter, außerdem beantwortet sie Interviewfragen von Kindern)
- Pippi ist immer gut … ein Interview mit Astrid Lindgren In: ZEITmagazin (9. Juni 1995)
- Wie war es damals? Gespräch mit Astrid Lindgren, 2002 SWR, Audio-CD, ISBN 978-3-89353-741-9
- Es trafen sich im Zwischenreich: Astrid Lindgren und Janosch, der Querulant und Traumtanzbär. In: Janosch (2005, Neuauflage 2016): Janosch. Leben & Kunst Merlin Verlag. ISBN 978-3-87536-318-0

## Weitere Werke
- 25 Autofahrten in Schweden (1939), auch 25 Autotouren in Schweden (1954, Schwedisch 25 bilturer i Sverige oder 5 automobilturer i Sverige, 1939), Motormännens Riksförbund (Astrid Lindgren wird in dem Buch, nicht als Autorin aufgeführt)
- Wäre ich Gott (Vore jag Gud, Gedicht) – erschienen in: Oetinger Lesebuch. Almanach 1997/1998, 1997, ISBN 3-7891-1419-7
- Das Pippi Langstrumpf Kochbuch. (Pippi Långstrumps kokbok) – 2022, deutsch 2023, ISBN 978-3-7512-0354-8

## Noch nicht auf Deutsch erschienen
Drehbücher für Theaterstücke, Hörspiele und Filme
- Huvudsaken är att man är frisk (Buch nach einem Krimitheaterstück 1945, Übersetzungen ins Dänische, Isländische)
- Sex pjäser för barn och ungdom (Sechs Kindertheaterstücke: Pippi Långstrumps liv och leverne, Mästerdetektiven Blomkvist, Huvudsaken är att man är frisk, En fästmö till låns, Jag vill inte vara präktig, Snövit, 1950)
- Serverat, Ers Majestät! (Rabén & Sjögren: 1955, herausgegeben von Elsa Olenius, drei Kindertheaterstücke: Serverat, Ers Majestät!, Mästerdetektiven Kalle Blomkvist: För kasperteater två korta akter, Pippi Långstrump)
- Pjäser för barn och ungdom – andra samlingen (Sechs Kindertheaterstücke: Ingen rövare finns i skogen; Jul hos Pippi Långstrump; Serverat, Ers Majestät!; Rasmus, Pontus och Toker; Rasmus på luffen; Kalle Blomkvist, Nisse Nöjd och Vicke på Vind, 1968)
- Snövit, Astrid Lindgren-sällskapet 2018 (Buch ausschließlich veröffentlicht bei der Astrid Lindgren-sällskapet, es beinhaltet das Theaterstück Snövit)
- När man är kär. Astrid Lindgren-sällskapet (mit Per-Martin Hamberg), Astrid Lindgren-sällskapet 2012 (Das Buch wurde ausschließlich bei der Astrid Lindgren-sällskapet veröffentlicht. Es beinhaltet ein Drehbuch für den Film När man är kär. Das Drehbuch wurde von Astrid Lindgren geschrieben, aber der Film wurde nie gedreht.)
- Pelles och Pippis Karusell (mit Gösta Knutsson), Hörspiel mit Lindgrens Pippi Langstrumpf und Knutssons Kater Pelle, in gedruckter Form erschienen in der schwedischen Zeitschrift Hörde Ni, Ausgabe 6, 1952, im Radio erstmals gespielt am 5. April 1952 beim Radioprogramm Karusellen des Senders Sveriges Radio.

Kurzgeschichtensammlungen
- Jultomtens underbara bildradio och andra berättelser, 1933-1947, Astrid Lindgren-sällskapet 2013 (Buch ausschließlich veröffentlicht bei der Astrid Lindgren-sällskapet, enthält Geschichten, die Astrid Lindgren in Zeitungen und Zeitschriften veröffentlicht hat: Jultomtens underbara bildradio, Johans äventyr på julafton, Filiokus, Pumpernickel och hans bröder, Den stora råttbalen, Julafton i Lilltorpet, Olle och Svipp, Mors-Dagsgåvan, Också en Morsdagsgava, Vännevän och harungen, Jorma och Lisbet, Sakletare, Måns börjar skolan, Två små bröder, De första försöken: efterord)
- Före grupp 8 – mycket före. Kåserier och noveller för vuxna, Astrid Lindgren-sällskapet 2014 (Buch ausschließlich veröffentlicht bei der Astrid Lindgren-sällskapet, enthält Geschichten, die Astrid Lindgren in Zeitungen und Zeitschriften veröffentlicht hat: Maja får en fästman, Anders, Filiokus, Fyra kåserier av ”Bibban”, ”Goddag tant Fia…”, Kampen om Fredrik, Dialog på Bröllopsdagen, Mitt fiasko som fru, Brevet. Novell, Fröken Palmkvist får semester, Johansson blir vetlös, Mammas lilla Nickon, Fröken Nettel vill inte skriva böcker, Möte med fru Blomkvist)

Bilderbücher
- Peter och Petra (Bilderbuch, 2007, in Deutschland nur nicht als einzelnes Bilderbuch erschienen, wohl aber als Peter und Petra in mehreren Sammlungen mit Astrid Lindgrens Kurzgeschichten)
- Junker Nils av Eka (Bilderbuch, 2007, in Deutschland nur nicht als einzelnes Bilderbuch erschienen, wohl aber als Junker Nils von Eka in mehreren Sammlungen mit Astrid Lindgrens Kurzgeschichten)
- Saltkråkan: Jul i Snickargården (Bilderbuch, 2022)

Broschüren
- Pippi Långstrump delar ut Solkulor, 1949 (12-seitige Kurzgeschichte über Pippi Langstrumpf, Auftragsarbeit: Werbegeschichte für ein Vitaminpräparat in Broschüre), Illustriert von Ingrid Vang Nyman (die Geschichte wurde 2006 erneut abgedruckt im De Nio. Litterär Kalender 2006, Norstedts Förlag, Stockholm, ISBN 91-1-301654-7 in kleinerer Schrift, mit weniger Illustrationen.)
- Tjorven & Co på Barnens Dag 1964, 1964 (30-seitige Broschüre zum Kindertag 1964), Illustriert von Ilon Wikland (in der Broschüre erzählt Tjorven von ihren Erlebnissen mit Bootsmann und ihren Freunden)
- Barnens Dag med Emil i Lönneberga, 1972 (30-seitige Broschüre zum Kindertag 1972), in der Broschüre befindet sich eine neue Version des  Hujedamej sånt barn han var (Michel war ein Lausejunge) Lieds, Illustriert mit Filmfotos

Comics
- Mästerdetektiven Blomkvist, 1947, schwarz-weiß Comic, gezeichnet von Richard Lüsch-Olsson, abgedruckt in der Zeitschrift Vårt Hem aus dem Jahr 1947. Die Comics waren in den Ausgaben 11 bis 37 zu finden.
- Mästerdetektiven lever farligt, 1957-1958, schwarz-weiß Fotocomic abgedruckt in der Zeitschrift Året runt. Die Fotocomics waren in den Ausgaben 52, 1957 bis 7, 1958 zu finden.
- Ronja Rövardotter – Björngrottan, 2017, Comic zur Animeserie
- Ronja Rövardotter – Glupafallet, 2017, Comic zur Animeserie

Bücher mit Aufsätzen und Artikeln
- Liv kan vara så olika. Två människoöden, Schwedisch (Leben können so unterschiedlich sein. Zwei Menschenschicksale, enthält Andrew Peterson – en svensk pionjär i Amerika und Luise Justine Mejer – en kärlekshistoria från 1700-talets Tyskland, die bereits in der schwedischen Ausgabe von Das entschwundene Land veröffentlicht wurden, nicht aber in der deutschen.)
- Luise Justine Mejer – en kärlekshistoria från 1700-talets Tyskland 2015, Schwedisch (Beschreibung der Liebesgeschichte von Heinrich Christian Boie und Luise Mejer, basierend auf dem Buch Ich war wohl klug, daß ich dich fand)
- Det gränslösaste äventyret 2007, Schwedisch, Sammlung von Lindgrens Aufsätzen, erstmals in Buchform veröffentlicht und zusammengestellt von Lena Törnqvist.
- Ingen liten lort, Buch mit einer Sammlung von Aufsätzen und Briefen von Astrid Lindgren, zusammengestellt von Lena Törnqvist und Suzanne Öhmann, 2007

Biografische Bücher
- Fyra syskon berättar, Boa i Näs, 1992 (Astrid Lindgren und ihre Geschwister berichten über ihre Kindheit)
- Bilder ur mitt liv, Astrid Lindgren-sällskapet 2017 (Buch ausschließlich veröffentlicht bei der Astrid Lindgren-sällskapet, Astrid Lindgren beschreibt ihr eigenes Leben anhand von Bildern)
- Livets mening och andra texter, Astrid Lindgren-sällskapet 2012 (Buch ausschließlich veröffentlicht bei der Astrid Lindgren-sällskapet, enthält kürzere Texte, in denen Astrid Lindgren sich an ihre Kindheit erinnert, sich Gedanken über den Sinn des Lebens macht usw.)
- Samtal på sommarverandan, Astrid Lindgren-sällskapet 2020 (Buch ausschließlich veröffentlicht bei der Astrid Lindgren-sällskapet, enthält Interviews mit Astrid Lindgren, geführt von der Journalistin Christina Palmgren)

Liederbücher
- Pippi Långstrumps visor, Rabén & Sjögren, 2005
- Sjung med Pippi Långstrump, Rabén & Sjögren, 1949
- En bunt visor för Pippi, Emil och andra, Rabén & Sjögren, 1978
- Lille katt (Titta & sjung), Rabén & Sjögren, 2010
- Snickerboa (Titta & sjung), Rabén & Sjögren, 2011
- Här kommer Pippi Långstrump (Titta & sjung), Rabén & Sjögren, 2010
- Sommaren är min, Rabén & Sjögren, 2015
- Pang på Pianot med Pippi och Emil, Notfabriken, 2005
- Astrid Lindgrens bästa, Stockholm: Sweden Music, 1997
- Och nu så vill jag sjunga: 30 sånger om Pippi, Emil, Madicken och alla de andra, Rabén & Sjögren, 2014

Sonstige Bücher
- Sötast i världen (mit Bildern von Anna Riwkin-Brick, 1960)
- Jag drömmer om fred (Buch mit Bildern von Kindern, die aus dem Krieg in Jugoslawien geflohen sind, mit einem Vorwort von Astrid Lindgren, auf dem schwedischen Buchcover ist Astrid Lindgrens Name zu lesen, in Deutschland wurde das Buch als Ich träume vom Frieden herausgebracht, jedoch ohne den Text von Astrid Lindgren), 1994

Kurzgeschichten und Aufsätze in Zeitungen und Zeitschriften (vgl. auch Kurzgeschichtensammlungen)
- På vår gård, Vimmerby Tidning, 7. September 1921 (wörtliche Titelübersetzung: Auf unserem Hof)
- På luffen, Vimmerby Tidning, in drei Teilen, erster Teil 11. Juli 1925 (wörtliche Titelübersetzung: Auf der Walz)
- Bilistens ferie, Svensk Motortidning, 20. Juni 1933 (wörtliche Titelübersetzung: Urlaub des Autofahrers)
- Ungdomens revolt, Dagens Nyheter, 7. Dezember 1939 (wörtliche Titelübersetzung: Revolte der Jugend, Artikel, den Astrid Lindgren gemeinsam mit ihrem Sohn schrieb, der jedoch von der Redaktion massiv umgeschrieben wurde)
- De kommer med julen, IDUN 1948:50
- Mer kärlek!, Perspektiv, 1952 (wörtliche Titelübersetzung: Mehr Liebe!)
- Att skriver för barn, 1953, Svenska Dagbladet, 14. November 1953
- Då hadde jag velat vara med, Hörde ni, April 1953:4
- Anne på Grönkulla och Mannen med stålnävarna, Bokvännen 1955:11
- Det gränslösaste äventyret, Rädda Barnens Tidning Nr. 5 1962
- Min bit av Sverige, Allers, 1982 (wörtliche Titelübersetzung: Mein Stück von Schweden)
- Det borde vara som i Körsbärsdalen…

## Übersetzung (ins Schwedische) und Textüberarbeitungen von Astrid Lindgren
- Adams, Richard: Tigerresan, Rabén & Sjögren, schwedische Interpretation von Astrid Lindgren
- Getz, Susanna: Tio små nallebjörnar, Rabén & Sjögren, schwedischer Text von Anna Ericsson (Pseudonym für Astrid Lindgren).
- Rey, H. A.: Min unge, var är du?, Rabén & Sjögren, übersetzt von Anna Ericsson (Pseudonym für Astrid Lindgren)
- Rey, H. A.: Kom, nu ska djuren matas!, Rabén & Sjögren, übersetzt von Anna Ericsson (Pseudonym für Astrid Lindgren)
- Rey, H. A.: Nicke Nyfiken, Rabén & Sjögren
- Rey, H. A.: Cirkus i stan, Rabén & Sjögren, übersetzt von Anna Ericsson (Pseudonym für Astrid Lindgren)
- Rey, H. A.: Hej, är det nån hemma?, Rabén & Sjögren, übersetzt von Anna Ericsson (Pseudonym für Astrid Lindgren)
- Rey, Margret: Pricken, Rabén & Sjögren, Übersetzung
- Rhodes, M. E.: Nalle Teddy, Rabén & Sjögren, Übersetzung
- Trollope, Joanna: Den spanske älskaren, Wahlström & Widstrand
- Ungerer, Tomi: Kriktor, Rabén & Sjögren, schwedische Textbearbeitung und Übersetzung
- Warner, Sunny B.: Tobias med väskan, Rabén & Sjögren, übersetzt von Emilia Ericsson (Pseudonym für Astrid Lindgren)
- Williams, Garth: Svarta Kanin och Vita Kanin, Rabén & Sjögren, Übersetzung
- Yilla (Fotos): Den lille elefanten, Rabén & Sjögren, schwedische Textbearbeitung von Astrid Lindgren
- Yilla (Fotos): Sörtast i världen, Rabén & Sjögren, Text von Astrid Lindgren
- Yilla (Fotos): Två små björnar, Rabén & Sjögren, Übersetzung ins Schwedische von Astrid Lindgren

## Gesamtausgaben
- Pippi Langstrumpf: Gesamtausgabe (deutsch 2008), enthält: Pippi Langstrumpf, Pippi Langstrumpf geht an Bord und Pippi in Taka-Tuka-Land
- Pippi Langstrumpf. Der Comic (deutsch 2015), enthält: Pippi zieht ein, Pippi ist die Stärkste, Pippi regelt alles, Pippi gibt ein Fest, Pippi will nicht groß werden, Pippi fährt zur See
- Hier kommt Pippi Langstrumpf. Der kunterbunte Bilderbuchschatz (deutsch 2020), enthält: Kennst du Pippi Langstumpf?, Pippi findet einen Spunk und Pippi im Park
- Immer dieser Michel, enthält: Michel in der Suppenschüssel, Michel muss mehr Männchen machen und Michel bringt die Welt in Ordnung – auch erschienen als Michel aus Lönneberga (2007)
- Die schönsten Geschichten von Michel aus Lönneberga (deutsch 2017), enthält: Michel aus Lönneberga, Mehr von Michel aus Lönneberga, Der Tag, an dem Michel besonders nett sein wollte und Als Michel den Kopf in die Suppenschüssel steckte
- Michel und Klein-Ida aus Lönneberga, enthält: Als Klein-Ida auch mal Unfug machen wollte, Michels Unfug Nummer 325 und Nur nicht knausern, sagte Michel aus Lönneberga
- Die Kinder aus Bullerbü (deutsch 1988), enthält: Wir Kinder aus Bullerbü, Mehr von uns Kindern aus Bullerbü, Immer lustig in Bullerbü – auch erschienen als Wir Kinder aus Bullerbü (deutsch 2014, farbig)
- Karlsson vom Dach (deutsch 1994), enthält: Karlsson vom Dach, Karlsson fliegt wieder, Der beste Karlsson der Welt
- Madita Gesamtausgabe (deutsch 1992), enthält: Madita, Madita und Pims
- Madita und Lisabet aus Birkenlund (deutsch 2003), enthält: Als Lisabet sich eine Erbse in die Nase steckte, Wie gut, dass es Weihnachtsferien gibt, sagte Madita
- Kalle Blomquist: Gesamtausgabe (deutsch 1996), enthält: Kalle Blomquist – Meisterdetektiv, Kalle Blomquist lebt gefährlich, Kalle Blomquist, Eva-Lotta und Rasmus

## Lieder
Für die folgenden Lieder schrieb Astrid Lindgren den Text:
- 1964: Vår på Saltkråkan, auch Nu är våren kommen (aus: Ferien auf der Kräheninsel, Musik: Ulf Björlin)
- 1965: Den första ungen som kom (aus: Das Trollkind, Musik: Ulf Björlin)
- 1967: Skrållans födelsedag (aus: Glückliche Heimkehr)
- 1969: Här kommer Pippi Långstrump, deutsch: Hey, Pippi Langstrumpf (aus: Pippi Langstrumpf, Musik: Jan Johansson)
- 1970: Sjörövar-Fabbe, deutsch: Seeräuberopa Fabian (aus: Pippi in Taka-Tuka-Land, Musik: Georg Riedel)
- 1970: Sov alla, auch Liten vaggvisa, deutsch: Schlaft alle (aus: Pippi in Taka-Tuka-Land, Musik: Georg Riedel)
- 1970: Kom an Kom an Pirater, deutsch: Potz und Blitz, Piraten (aus: Pippi in Taka-Tuka-Land, Musik: Georg Riedel, nach der Melodie von Här kommer Pippi Långstrump)
- 1970: Kalle Teodor, deutsch: Kalle Theodor (aus: Pippi in Taka-Tuka-Land, Musik: Georg Riedel)
- 1970: Merja Mojsi deutsch: Rollet, rollt ihr Wogen (aus: Pippi in Taka-Tuka-Land, Musik: Georg Riedel)
- 1970: Sommarsången, deutsch: Im Sommer singt man Lieder (aus: Pippi außer Rand und Band, Musik: Georg Riedel)
- 1970: Mors lilla lathund, deutsch: Faulsein ist wunderschön (aus: Pippi außer Rand und Band, Musik: Georg Riedel)
- 1970: Lira lara loppan, deutsch: Hier und da und klipp und klar (aus: Pippi außer Rand und Band, Musik: Georg Riedel)
- 1971: Hujedamej sånt barn han var, deutsch: Michel war ein Lausejunge (aus: Michel aus Lönneberga, Musik: Georg Riedel)
- 1971: Lille katt, deutsch: Katzenlied (aus: Michel aus Lönneberga, Musik: Georg Riedel)
- 1971: Varför och varför (aus: Michel aus Lönneberga, Musik: Georg Riedel)
- 1971: Gifteriet och en liten visa om huruledes livet är kort liksom kärleken (aus: Michel aus Lönneberga, Musik: Georg Riedel)
- 1971: Du käre lille snickerbo (aus: Michel aus Lönneberga, Musik: Georg Riedel)
- 1971: Fattig bonddräng (aus: Michel aus Lönneberga, Musik: Georg Riedel)
- 1971: Bom sicka bom (aus: Michel aus Lönneberga, Musik: Georg Riedel)
- 1971: Grisevisan, auch Ibland går jag runt och trallar (aus: Michel aus Lönneberga, Musik: Georg Riedel)
- 1971: Oppochnervisan, auch Grisen gal i granens topp (aus: Michel aus Lönneberga, Musik: Georg Riedel)
- 1971: En till som jag (aus: Michel aus Lönneberga, Musik: Georg Riedel)
- 1971: Idas sommarvisa, deutsch: Idas Sommerlied (aus: Michel aus Lönneberga, Musik: Georg Riedel)
- 1971: När mamma var liten, då var hon så rar (aus: Michel aus Lönneberga, Musik: Georg Riedel)
- 1972: Min lilla gris vill ha roligt (Michel aus Lönneberga, Musik: Georg Riedel)
- 1972: Sommaren är min, auch Pippis sommarsång (Pippi Langstrumpf, Musik: Georg Riedel)
- 1974: Världens bästa Karlsson, deutsch: Der allerbeste Karlsson auf der Welt (aus: Karlsson auf dem Dach, Musik: Georg Riedel)
- 1974: Vem tror du att du är (aus: Karlsson auf dem Dach, Musik: Georg Riedel)
- 1974: Smälla ska det göra (Bosse bisse basse bisse) (aus: Karlsson auf dem Dach, Musik: Georg Riedel)
- 1974: Fi-Fi-Fi-Filura (aus: Karlsson auf dem Dach, Musik: Georg Riedel)
- 1974: Vem är inte rädd ibland (aus: Karlsson auf dem Dach, Musik: Georg Riedel)
- 1974: Bara en liten hund (aus: Karlsson auf dem Dach, Musik: Georg Riedel)
- 1977: Törnrosdalens frihetssång (aus: Die Brüder Löwenherz, traditionelle schwedische Folkmusik)
- 1979: Pilutta-visan, deutsch: Ätsch, Pustekuchen, Madita! (aus Madita, Musik: Bengt Hallberg)
- 1980: Farväl, farväl (Pippi Langstrumpf – Musical, Musik: Georg Riedel)
- 1980: Tror du inte jag kan dansa schottis? (Pippi Langstrumpf – Musical, Musik: Georg Riedel)
- 1980: Snäll och lydig, hel och ren (Pippi Langstrumpf – Musical, Musik: Georg Riedel)
- 1980: Pluttifikation (Varför ja’nte kan nå’n) (Pippi Langstrumpf – Musical, Musik: Georg Riedel)
- 1980: Pappa var är du? (Pippi Langstrumpf – Musical, Musik: Georg Riedel)
- 1980: Hej-hå! (Pippi Langstrumpf – Musical, Musik: Georg Riedel)
- 1980: Världens starkaste tjej (Pippi Langstrumpf – Musical, Musik: Georg Riedel)
- 1981: Ge mig mera köttbullar (aus: Madita, Musik: Bengt Hallberg)
- 1981: Luffarvisan (aus: Rasmus und der Vagabund, Musik: Gösta Linderholm)
- 1981: Kattvisan (aus: Rasmus und der Vagabund, Musik: Lille Bror Söderlundh)
- 1984: Vargsången, deutsch: Wolfslied (aus: Ronja Räubertochter, Musik: Björn Isfält)
- 1984: Rövarsången, deutsch: Räuberlied (aus: Ronja Räubertochter, Musik: Björn Isfält & Anders Berglund)
- 1984: Ronjas visa vid lägerelden (aus: Ronja Räubertochter, Musik: Björn Isfält)
- 1984: Rumpnissarnas visa (aus: Ronja Räubertochter, Musik: Anders Berglund)
- 1984: Vilda sången, eller Jag ser en hövding (aus: Ronja Räubertochter, Musik: Björn Isfält)
- 1986: Falukorvsvisan, deutsch: Es muss die beste Fleischwurst sein, oder Fleischwurstlied (aus: Wir Kinder aus Bullerbü, Musik: Georg Riedel)
- 1986: Alla ska sova, deutsch: Alle gehen schlafen (aus: Wir Kinder aus Bullerbü, Musik: Georg Riedel)
- 1990: Vad det är bra, deutsch: Du bist mein allerbester Freund (aus: Nils Karlsson Däumling, Musik: Anders Berglund)
- 1990: Plätt plitt plutt-visan, auch Lätt som en plätt, deutsch: Da seid ihr wohl platt (aus: Nils Karlsson Däumling, Musik: Anders Berglund)
- 1990: Oj vad vi är glada, deutsch: Oh, wir werden sauber (aus: Nils Karlsson Däumling, Musik: Anders Berglund)